# Das Goldei
Das Goldei ist ein bruchstückhaftes Märchen (ATU 567). Es stand in den Kinder- und Hausmärchen der Brüder Grimm nur in der 1. Auflage von 1812 an Stelle 60 (KHM 60a).

## Inhalt
Ein paar arme Besenbinderjungen holen täglich im Wald Reisig für Besen und das Schwesterchen verkauft sie. Dann findet der Jüngste auf einer Birke einen Vogel, der ihnen allmorgendlich ein Goldei legt, das sie dem Goldschmied verkaufen. Als der Vogel keine Eier mehr legt, lässt er sich zum Goldschmied tragen, dem er singt:
Wer ißt mein Herzlein,
wird bald König seyn;
wer ißt mein Leberlein,
findet alle Morgen unterm Kissen ein Goldbeutlein!
Da will der Goldschmied das Schwesterlein heiraten und sie sollen ihm den Vogel zur Hochzeit am Spieß braten. Dabei fallen zwei Stücke heraus, die sie kosten. Als der Goldschmied sieht, dass Herz und Leber fehlen, jagt er sie alle fort.

## Herkunft und Rezeption
Das Zaubermärchen stammt wohl von Dortchen Wild. Wilhelm Grimms Handschrift von 1810 ist fast identisch, nur sind es zwei Schornsteinfegerjungen, die sich das Reisig für ihre Besen im Wald holen müssen. Ab der 2. Auflage steht das Fragment nur noch in der Anmerkung zu dem ähnlichen Die zwei Brüder (KHM 60).
Hans-Jörg Uther findet eine offenbar darauf aufbauende Fassung in Johann Andreas Christian Löhrs Buch der Maehrchen für Kindheit und Jugend, nebst etzlichen Schnaken und Schnurren von 1819 (Bd. 2, Nr. 16). Vgl. Goldhähnchen in Ludwig Bechsteins Deutsches Märchenbuch.